# Charles Cesbron-Lavau
Ne doit pas être confondu avec Charles-Jean Cesbron-Lavau, son père
Pour les autres membres de la famille, voir Famille Cesbron.
Charles Cesbron-Lavau, né à Cholet le 30 septembre 1791 et mort à Cholet le 19 juillet 1857, fut un manufacturier et homme politique français.

## Biographie
Charles Cesbron Lavau est le fils du député Charles-Jean Cesbron-Lavau et de Julie Marie Moricet.
Alors enfant, il fut sauvé de la mort par le chef vendéen Jean-Louis de Dommaigné.
Il suivit les traditions de sa famille, et contribua à son tour au développement de l'industrie locale : le premier il introduisit la vapeur dans sa fabrique. 
Capitaine de la garde nationale d'Angers, il fut fait chevalier de la Légion d'honneur. 
Riche industriel, il fut président du tribunal de commerce et du tribunal des Prud'hommes de Cholet. Il s'occupa d'agriculture et devint membre de la Chambre d'agriculture de l'arrondissement. 
Conseiller général de Maine-et-Loire de 1836 à 1855, il se présenta aux élections de l'Assemblée constituante en 1848, et fut élu représentant de son département. 
Il vota avec la majorité de droite et fut réélu représentant à l'Assemblée Législative, où il suivit la même politique, s'associa à tous les votes des conservateurs, et parut une fois à la tribune, en 1850, dans la discussion du traité de commerce avec la Sardaigne, et se rallia ensuite au gouvernement présidentiel après le coup d'État du 2 décembre 1851.
Il fut membre du comité de l'agriculture et du Crédit foncier.

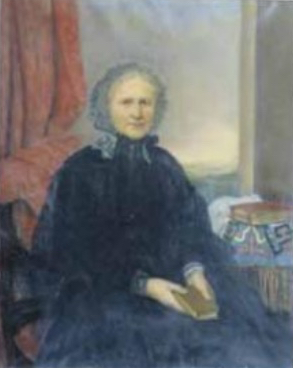
Portrait de Mme Cesbron-Lavau (musée d'Art et d'Histoire de Cholet).

Charles Cesbron-Lavau épouse sa cousine germaine, Zoé Moricet, fille de l'officier vendéen Armand Louis Moricet de La Chauvelière et sœur d'Armand-Félix de Moricet (secrétaire du comte de Chambord). Ils sont les parents d'Emmanuel Cesbron Lavau (1821-1894), président du comice agricole de Cholet, et de Zoé Cesbron Lavau (1830-1898), religieuse.
Un portrait de Charles Cesbron Lavau et un de son épouse font partie des collections du musée d'Art et d'Histoire de Cholet.

## Distinctions
Charles Cesbron-Lavau est :
- chevalier de la Légion d'honneur par décret du 17 juillet 1832[5] ;

## Source
- Biographie extraite du dictionnaire des parlementaires français de 1789 à 1889 (A.Robert et G.Cougny), sur Assemblée nationale
- « Cesbron-Lavau (Charles) », dans Pierre Larousse, Grand dictionnaire universel du XIXe siècle, Paris, Administration du grand dictionnaire universel, 15 vol., 1863-1890 [détail des éditions].
- Christophe Aubert, Le temps des conspirations: La répression politique en Maine-et-Loire entre 1814 et 1870, 2006
- Gustave Vapereau, Dictionnaire universel des contemporains, Volume 1, 1870
- Claude Fohlen, L'industrie textile au temps du Second Empire, Volume 1, 1956
- Philippe Pichot-Bravard, Le pape ou l'empereur: Les catholiques et Napoléon III (1848-1870), 2008
- Élie Chamard, 20 siècles d'histoire de Cholet, 1970